# Guy-Virgile Martin
Pour les articles homonymes, voir Guy Martin (homonymie) et Martin.
Guy-Virgile Martin (1921-2007), homme politique français, militant communiste et ancien combattant de la Seconde Guerre mondiale.

## Combattant dans l'Armée française de la Libération
Guy-Virgile Martin naît et grandit au Maroc, alors sous protectorat français ; il fait des études à l’École normale pour devenir enseignant.
Appelé sous les drapeaux de l’armée coloniale il rejoint les Forces françaises libres du général Charles de Gaulle. Il participe à la campagne d’Italie, au débarquement en Normandie puis à la libération de Paris au sein de la 2e division blindée où il est l’estafette du colonel Pierre Billotte, futur maire de Créteil. 
Il a été décoré de la Croix de guerre.
Guy-Virgile Martin milite ensuite en Afrique du Nord, avec le FLN algérien et devient un des responsables du Parti communiste marocain, avant d’être expulsé du pays en 1965.

## Élu communiste
À son arrivée en France, Guy-Virgile Martin s’installe à Créteil, ville située alors dans le département de la Seine, devenue en 1967 la préfecture du nouveau département du Val-de-Marne. 
Il obtient un poste de professeur d’histoire-géographie au collège Plaisance de Créteil. Il devient syndicaliste au sein du Syndicat national des instituteurs, membre de la Fédération de l'Éducation nationale (FEN), une organisation autonome, où il rejoint le courant Unité et action, proche des communistes.
Guy-Virgile Martin est candidat à diverses élections sous l’étiquette du PCF : élections cantonale à Créteil en 1976, où il se désiste pour le socialiste Laurent Cathala au second tour, municipale toujours à Créteil en 1977, où il figure derrière le président communiste du conseil général du Val-de-Marne, Michel Germa.
En 1983, Guy Martin, rejoint la liste du maire socialiste Laurent Cathala et devient maire-adjoint chargé des affaires sociales, de la solidarité et de la petite enfance jusqu’en 1989. En 1984, il est élu conseiller régional d’Île-de-France.
Guy Martin assume des responsabilités dans le parti communiste à la section de Créteil et à la fédération du Val de Marne. Il est secrétaire parlementaire de Georges Marchais, député communiste du Val de Marne et secrétaire général du PCF.
En février 1996, avec d'autres camarades : Guy Poussy, ancien conseiller général de Champigny-sur-Marne, Guy Gibout, ancien maire de Joinville-le-Pont, Guy Perlican ancien conseiller municipal de Gentilly et Gilberto Boni, il participe à l'édition d'un journal d’opposition à la ligne du parti communiste : « Dialogues », Ce titre se transforme en septembre 1998 en « Echange », pour terminer en octobre 2000 sous l'appellation de « Combat communiste ».  Il paraît tous les deux mois et est diffusé selon ses éditeurs à 700 exemplaires. Dans la même année se crée l'association « RPCF » « Reconstruire le parti communiste français », dont les statuts déposés en sous-préfecture de Nogent sur Marne qui se veut être une voix de la résistance aux compromissions du PCF vers une dérive social-démocrate.
Lors de l’élection présidentielle, le groupe s’était montré très réservé vis-à-vis de la candidature de la secrétaire nationale du parti communiste, Marie-George Buffet, députée de Seine-Saint-Denis. Au second tour, Guy-Virgile Martin refusait de soutenir la candidate socialiste Ségolène Royal, députée des Deux-Sèvres, et estimait que « le vote populaire (…) ne saurait se constituer en étrier pour Ségolène Royal. Le bulletin blanc est le seul qui ne handicape pas l’avenir. »

## Sources
- Site de la revue Combat communiste
- Notice biographique dans le journal L’Humanité, Paris, 12/06/2007